# 어스 크라이시스
어스 크라이시스(영어: Earth Crisis)는 미국의 메탈 코어 밴드이다.